# Олаф II (король Норвегії)
Олаф II Гаральдссон (норв. Olav II Haraldsson, 995 —29 липня 1030), також відомий як Олаф II Норвезький (норв. Olav II av Noreg), Товстий Олаф та Святий Олаф  — король Норвегії в 1015—1028 роках. Представник династії Інглінгів (Гарфаргів), син Гаральда Гренландця.
Через рік після його загибелі в битві при Штіклестаді був канонізований єпископом Гримкеллом у Нідаросі (Тронгейм), що зробило його одним з останніх відомих християнських святих перед Великою Схизмою. Визнання Олафа святим сприяло поширенню християнства серед скандинавів. Папа Олександр III підтвердив місцеву канонізацію Олафа в 1164 році. Йому присвячена «Сага про Олафа Святого».

## Біографія

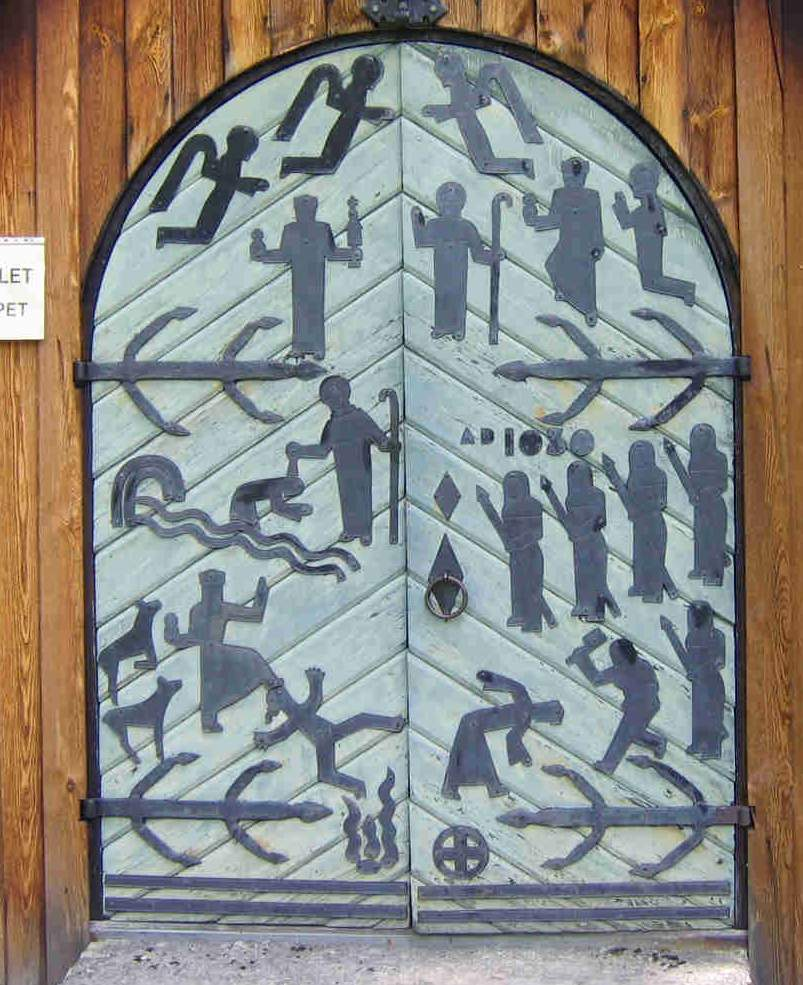
Події з життя Св. Олафа, зображені на дверях каплиці в Хардемо, Швеція

Олаф був нащадком норвезького короля Гаральда I Прекрасноволосого і сином конунга Гаральда Гудрьодссона з Вестфолла та Асти Гудбрандсдоттер. Після вбивства його батька Сиґрід Гордою, його виховував другий чоловік його матері Сігурд Свиня Халфданссон, король Рингерика. Внаслідок цього союзу він став зведеним братом дітей Сігурда та Асти, зокрема майбутнього короля Гаральда Сігурдссона «Суворого».
Вперше як вікінг у молодості він кілька разів їздив до Англії, де бився спочатку за данців, а відтак за англосаксів. В Англії зацікавився християнською вірою. Його охрестив в 1014 році в Руані архієпископ Роберт Данець, брат герцога Нормандії Річарда II. Після хрещення поступив на службу до англійського короля у вигнанні Етельреда Безрадного. Він допоміг Етельреду повернутися в Англію і бився на його боці проти данців.

### Король Норвегії

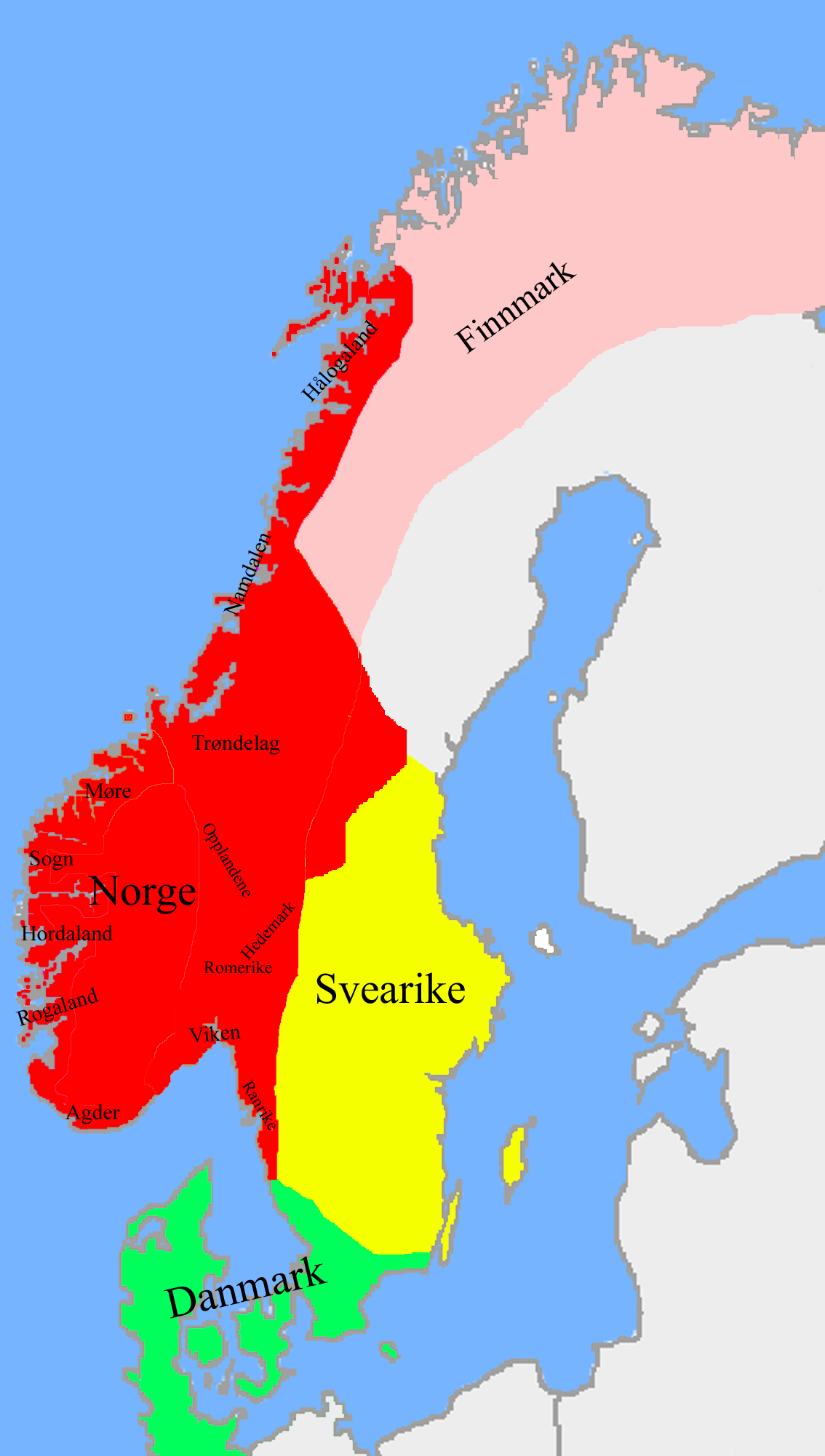
Норвегія, Швеція і Данія в 1020 році

У 1015 році Олаф разом з єпископом Зігфрідом прибув до Норвегії, де бонди і провінційні правителі проголосили його королем. У 1016 р. в битві при Нешарі він переміг графа (ерла) Суейна, одного з графів Ладе і досі фактичного правителя Норвегії. Він заснував місто Борг (пізніше відоме як Сарпсборг), біля водоспаду Сарпсфоссен у графстві Естфолл. За кілька років він зміг зібрати під своєю владою такі території, якими не володів ніхто з його попередників на троні.
У 1017 році в Швецію був відправлений посол Бйорн із пропозицією укласти мир, причому одним із шляхів врегулювання конфлікту було одруження Олафа з Інгігердою, дочкою шведського короля Улофа III Шетконунга. Рішення про цей шлюб було прийнято на тингу в Уппсалі і Олаф уклав мир із Шетконунгом і деякий час був заручений з Інгігердою, хоча і без відома Улофа. У підсумку, в порушення досягнутих домовленостей, Улаф віддав Інгігерду у шлюб з новгородським «конунгом Яріцлейвом», що в 1019 році захопив Київ і став відомий як князь Ярослав Мудрий. Як компенсацію Олафу запропонували Астрід Олофсдоттір, що була незакононародженою дочкою короля Улофа і зведеною сестрою його колишньої нареченої. Олаф одружився з Астрід в 1019 році й вона народила дочку Вульфільд, яка в 1042 році стала дружиною Ордульфа, герцога Саксонії.
Король Олаф завершив введення у Норвегії християнства.

### Перебування в Новгороді
У 1028 році, після невдалого спільного походу з шведами проти Данії, під час якого норвезькі війська були розбиті данським королем Канутом Великим, Олаф разом із своїм зведеним братом Гаральдом Суворим та позашлюбним сином Магнусом втік до Новгорода, а пізніше якийсь час перебував у Києві при дворі свого зведеного швагера Ярослава Мудрого. Згідно скандинавської «Саги про Еймунда», під час перебування Олафа в Новгороді він мав зі своєю колишньою нареченою Інгігердою, що тепер була дружиною Ярослава Мудрого, «таємний любовний зв'язок».

### Повернення в Норвегію, загибель і канонізація

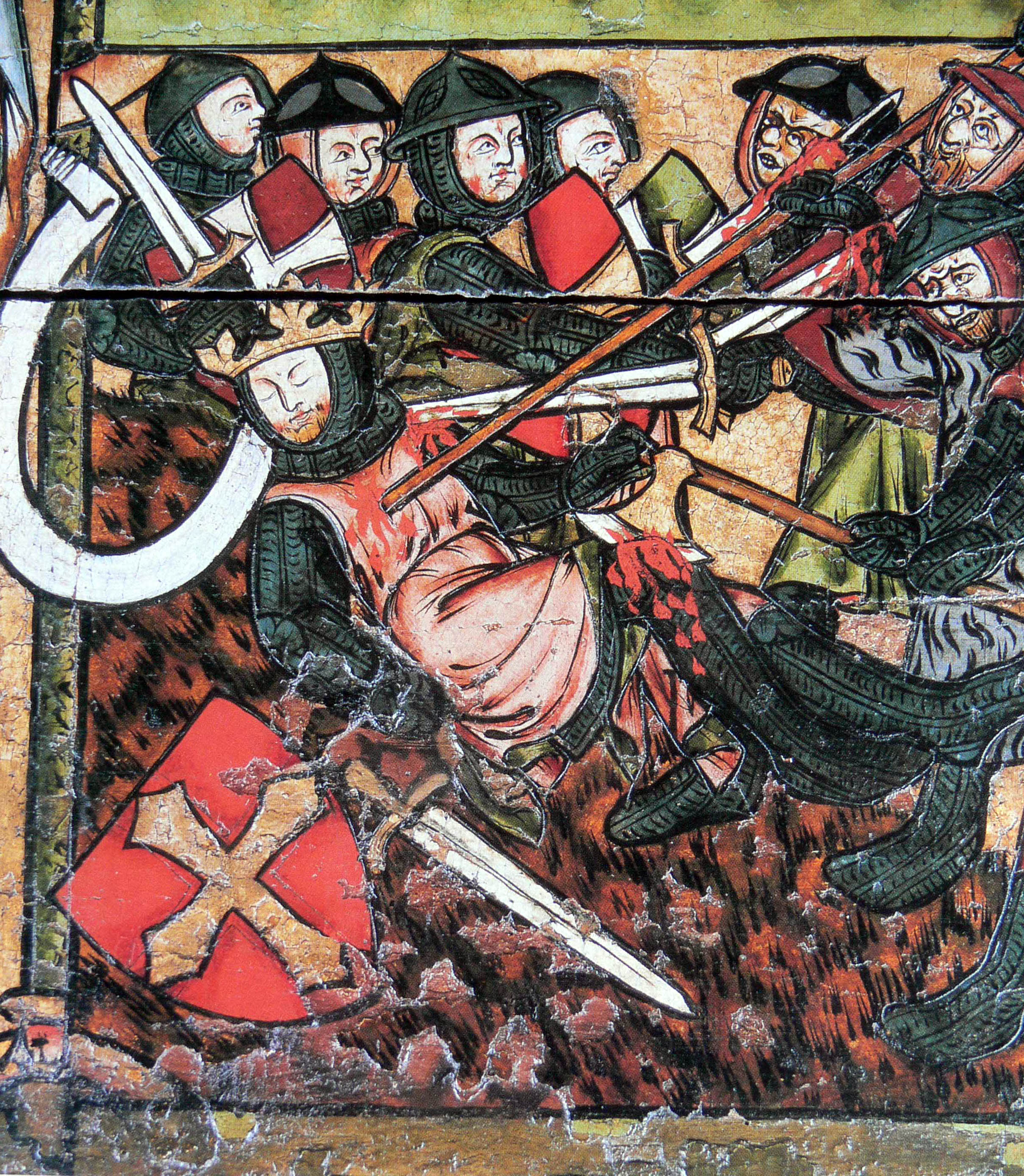
Загибель Св. Олафа в битві при Стикластадирі. Розпис вівтаря церкви в Трьонделазі (перша пол. XIV ст.)

Через два роки зробив спробу повернути собі владу в країні, але зазнав поразки. Загинув 29 липня 1030 року в битві під Стікльстедом (Стікластадіром) із військами повсталої знаті, яку підтримували данці, але Магнусу із дядьком згодом вдалось здобути норвезький престол у боротьбі з Канутом Данським.
Через рік після смерті був канонізований і став останнім західним святим, визнаним Православною церквою (свято 29 липня). Згідно з легендою, перед боєм бачив сон, в якому йшов по сходах до неба, а після тану його рани зажили. Його останки зберігаються в Нідароському соборі в Тронгеймі, побудованому над місцем його поховання.
Син Олафа II, майбутній король Норвегії Магнус Добрий, виховувався в Києві.

## Генетичні дослідження щодо зв'язку з Рюриковичами
Російський дослідник С. С. Алексашин, спираючись на дані саг про «таємну любов» між дружиною «конунга Яріцлейва» (Ярослава Мудрого) Інгігердою і Олафом Гаральдссоном намагався пояснити дані генетичних досліджень сучасних Рюриковичів, які показали розбіжність гаплогруп у нащадків Володимира Мономаха («північна» гаплогрупа N1c1) і Олега Святославича («слов'янська» гаплогрупа — R1a), висунув гіпотезу про позашлюбних дітей Олафа. Він припустив що батько Володимира Мономаха — князь Всеволод Ярославич був фактичним сином Олафа від Інгігерди.